# Mr. Landsbergis
Mr. Landsbergis ist ein Dokumentarfilm von Sergei Loznitsa, der im November 2021 beim International Documentary Festival Amsterdam seine Premiere feierte. Der Regisseur zeigt in seinem Film den Kampf der baltisches Republik Litauen in der Zeit von 1988 bis 1991 für ihre Unabhängigkeit und  porträtiert gleichzeitig Vytautas Landsbergis, einen der Mitbegründer der Unabhängigkeitsbewegung Sąjūdis und späteres Staatsoberhaupt des Landes.

## Biografisches

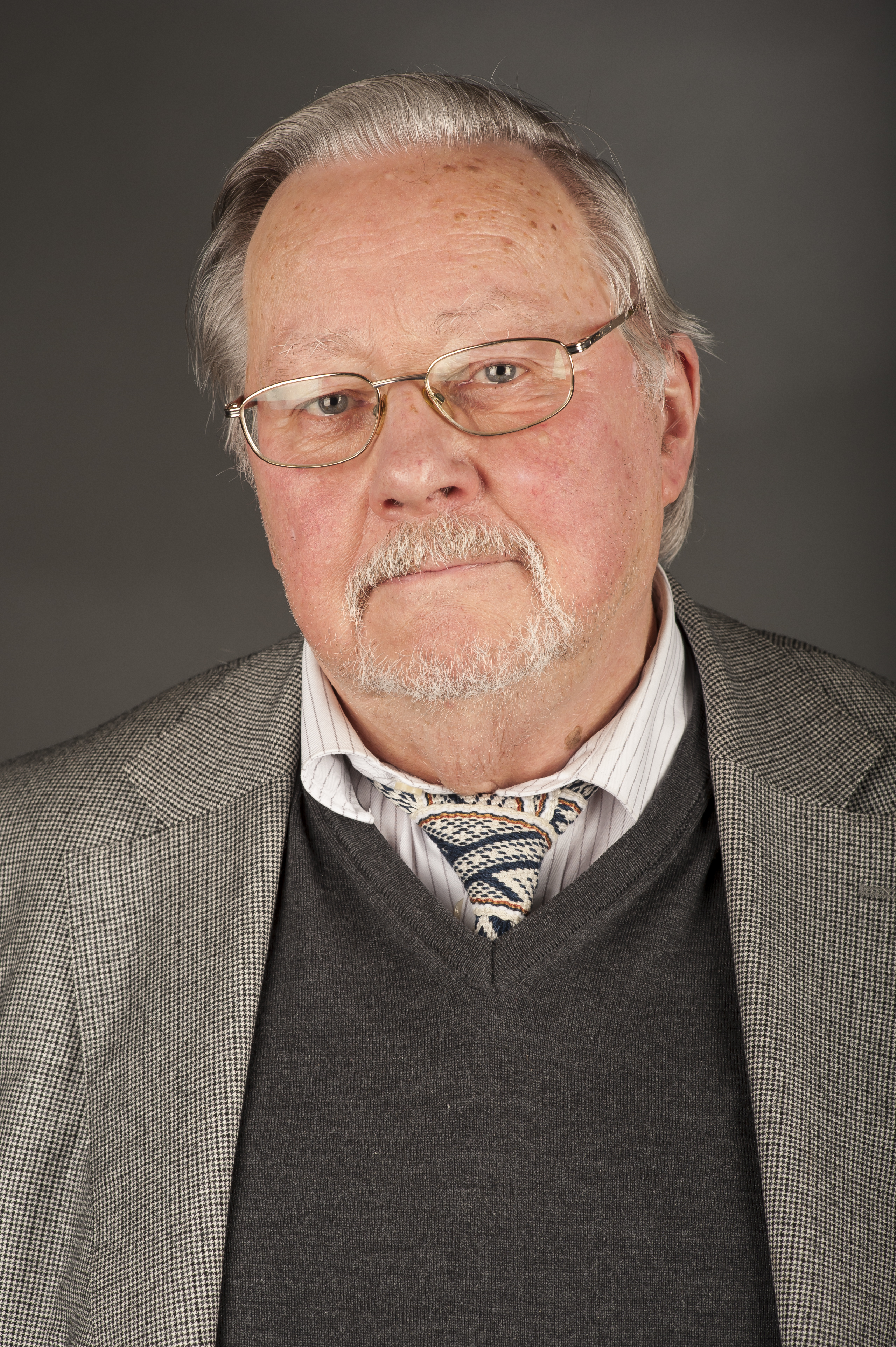
Vytautas Landsbergis war von 1990 bis 1992 Staatsoberhaupt Litauens

Der litauische Politiker und Musikwissenschaftler Vytautas Landsbergis war von 1978 bis 1990 Professor an der Lietuvos muzikos akademija in der litauischen Hauptstadt Vilnius. Er war Mitbegründer der litauischen Bewegung Sąjūdis und Vorsitzender des Restituierenden Parlaments sowie Staatsoberhaupt des Landes nach der Wiedererlangung der Unabhängigkeit 1990. Später war er  bis 2014 Mitglied des Europäischen Parlaments.

## Produktion
Regie führte Sergei Loznitsa. Vytautas Landsbergis' Sohn gleichen Namens fungierte als Co-Autor.
Eine erste Vorstellung des Films erfolgte im November 2021 beim International Documentary Festival Amsterdam. Zu diesem Zeitpunkt war Landsbergis 88 Jahre alt. Im April 2022 wurde er beim Dokumentarfilmfestival Cinéma du Réel gezeigt. Im Juni 2022 wurde er beim Biografilm Festival vorgestellt. Anfang Juli 2022 wurde der Film beim Internationalen Filmfestival Karlovy Vary in der Sektion Horizons gezeigt. Im August 2022 wurde er beim Melbourne International Film Festival und beim Hong Kong International Film Festival vorgestellt.

## Auszeichnungen
Mr. Landsbergis befindet sich in einer 12 Dokumentarfilme umfassenden Vorauswahl für den Europäischen Filmpreis 2022. Zudem gehört er zu einem der 144 Dokumentarfilme, die bei der Oscarverleihung 2023 eine Nominierung erhalten können. Im Folgenden weitere Auszeichnungen und Nominierungen.
Cairo International Film Festival 2022
- Nominierung für den Arab Critics’ Award for European Films[10]

Cinéma du Réel 2022
- Nominierung im internationalen Wettbewerb
- Auszeichnung mit dem International SCAM Award
- Lobende Erwähnung (Sergei Loznitsa)[11]

International Documentary Film Festival Amsterdam 2021
- Auszeichnung als Bester Film im internationalen Wettbewerb[12]